# Телефонный терроризм
Телефонный терроризм — заведомо ложное сообщение о готовящемся террористическом акте или преступлении посредством телефонного вызова. Имеет много общего с ложным вызовом сил быстрого реагирования. Как правило, под термином телефонный терроризм понимается заведомо ложное сообщение о наличии взрывного устройства в общественном месте.
Иногда телефонными террористами ошибочно называют телефонных хулиганов.
Сообщение обычно происходит с таксофона по причине бесплатности и конспирации. Телефонный террорист преследует различные цели: отвлечение спецслужб от реальных заданий, срыв работы предприятий или организаций, а в отдельных случаях — просто из хулиганских побуждений. Существовали случаи, когда в милицию звонили школьники для срыва контрольной работы (май 2004 года, Москва, школа № 80. Стоит отметить, что это произошло за несколько месяцев до реального захвата школы в Беслане) или неудачливые актеры портили премьеру. Достаточно часто преступник пользуется средствами для изменения голоса, от жестяной банки и платка до специальных программ и устройств. Применяются подставные SIM-карты для сотовых телефонов, либо после вызова телефон просто уничтожается. Так же заведомо ложное сообщение может быть сделано и другим путём, например, с помощью смс, обычного письма, электронной почты, IP-телефонии.

## Опасность
- Отвлечение спецслужб от реальных заданий. Очень часто это сопровождается значительными тратами на поддержание работоспособности специальных устройств для разминирования, затратами на топливо для спец транспорта.
- Срыв работы важного предприятия, например, аэропорта, ж/д вокзала или электростанции, что так же приводит к значительным убыткам в виде упущенной прибыли.
- Если дезинформация происходит в общественном месте с большим скоплением людей, то спровоцированная паника может привести к человеческим жертвам.
- Так называемый эффект «Сказки про лживого пастушка», то есть привыкшие к огромному количеству ложных вызовов, спецслужбы, могут не отреагировать должным образом на очередной вызов, являющийся истинным, равно как и гражданские лица по этой же причине могут отказаться эвакуироваться[1].